# Северна Маријанска Острва на Светском првенству у атлетици на отвореном 2023.
Северна Маријанска острва су учествовала на 19. Светском првенству у атлетици на отвореном 2023. одржаном у Будимпешти од 19. до 27. августа шеснаести пут. Репрезентацију Северно Маријанских острва представљала је једна такмичарка која се такмичила у трци на 100 метара.,.
На овом првенству такмичарка Северних Маријанских острва није освојила ниједну медаљу али је остварила најбољи резултат у 2023. години.

## Учесници
Жене: 
- Зарина Сапонг — 100 м

## Резултати

### Жене
| Атлетичарка   | Дисциплина | Лични рекорд | Квалификације | Квалификације | Полуфинале            | Полуфинале            | Финале                | Финале       | Детаљи |
| Атлетичарка   | Дисциплина | Лични рекорд | Резултат      | Место         | Резултат              | Место                 | Резултат              | Место        | Детаљи |
| ------------- | ---------- | ------------ | ------------- | ------------- | --------------------- | --------------------- | --------------------- | ------------ | ------ |
| Зарина Сапонг | 100 м      | 12,98        | 13,04 ЛРС     | 8. у гр. 1    | Није се квалификовала | Није се квалификовала | Није се квалификовала | 51 / 54 (55) |        |